# 庄思浩
莊思浩（英語：Alfred Chuang，1963年—），生於香港，美国IT业著名企业家，BEA Systems创办人、总裁兼执行长。

## 生平
庄思浩，1963年生于香港，9岁赴美国定居，祖籍浙江宁波，19岁即获三藩市大學计算机科学学士学位，后获得加州大学戴维斯分校硕士学位，其硕士论文是关于数据库的经典之作。曾在昇陽公司（Sun Microsystems）工作9年，以高级管理职位离开，于1995年合伙创办了BEA系统有限公司，并任公司总裁、首席执行官及董事会主席。1997年，BEA系统公司在纽约纳斯达克上市，庄思浩被认为是继美籍华人王嘉廉后软件业的华人代表人物。
2002年10月，美国著名IT杂志《CIO》颁发的授予庄思浩“远见奖”。